# John Giæver
John Schjelderup Giæver, né le 31 décembre 1901 à Tromsø et mort le 9 novembre 1970 à Oslo, est un explorateur et écrivain norvégien,.

## Biographie
Né à Tromsø, il est le fils de l'avocat John Schjelderup Giæver (1864-1914) et de son épouse Thyra Høegh (1879-1954).
Il fait ses études secondaires à Trondheim en 1920, puis retourne à Tromsø. Il commence alors une carrière dans la presse comme sous-rédacteur en chef du Tromsø Stiftstidende de 1921 à 1922. Il est rédacteur en chef du Vesteraalens Avis de 1922 à 1928 et de Tromsø Stiftstidende de 1928 à 1929. Il vit comme trappeur dans le nord-est du Groenland de 1929 à 1934. En 1935, il est embauché comme secrétaire du Norges Svalbard-og Ishavsundersøkelser, l'institution norvégienne pour l'exploration du Svalbard et de l'Arctique, rebaptisée plus tard Norsk Polarinstitutt.
Pendant la Seconde Guerre mondiale, il s'enfuit d'abord à Londres où il travaille comme secrétaire du gouvernement en exil. De 1941 à 1944, il sert dans la Force aérienne royale norvégienne en exil à Petite Norvège, au Canada. En 1944, avec le grade de major, il est envoyé dans le Nord-Norge pour participer à la Libération du Finnmark. En 1947, il retourne à l'Institut polaire norvégien en tant que secrétaire et, de 1948 à 1960, est chef de bureau. Cependant, il reste impliqué sur le terrain, dirigeant l'équipe d'hivernage de l'expédition antarctique norvégo-britannico-suédoise de 1949 à 1952. Cette expédition effectue sous sa direction des vols de reconnaissance sur la Terre de la Reine-Maud et établit une base avancée.
Giæver publie plusieurs livres. Sa carrière littéraire commence avec Illgjerningsmand (1921), traduit en allemand en 1923. Son livre Maudheim. To år i Antarktis (1952), décrit l'expédition antarctique et a été traduit en anglais, français, néerlandais, danois, suédois, finnois, allemand et croate. À partir de 1955, il renouvelle sa carrière littéraire avec de nombreux ouvrages documentaires et en partie autobiographiques, traitant du piégeage, de la pêche et de la guerre dans l'Arctique.
D'autres livres incluent Ishavets Glade Borgere (1956), Langt der oppe mot nord (1958), Rabagaster under polarstjernen (1959), Fra min barndoms elv til fjerne veidemarker (1960), Fra Little Norway til Karasjok (1964), Med rev bak øret (1965), Dyretråkk og fugletrekk på 74° nord (1967), Lys og skygger i sjøgata (1969), Den gang jeg drog av sted (1970) et Soldøgn og mørketid (1971).
Il a épousé Oddbjørg Jacobsen en mars 1940 et le couple a un fils en avril de la même année. Cependant, le mariage est dissous. Giæver a ensuite épousé Anna Margrethe Gløersen en 1948. Ils ont une fille, née en 1954.
Il meurt en novembre 1970 à Oslo.

## Hommages
La base de Jonsbu dans le nord-est du Groenland porte son nom.
Il reçoit la médaille Maudheim en 1952 et la médaille du fondateur de la Royal Geographical Society en 1956, toutes deux pour son leadership dans l'expédition antarctique norvégienne-britannique-suédoise. Il obtient également la Médaille de Saint-Olaf avec branche de chêne, la Médaille de la défense 1940-1945, la Médaille du 70e anniversaire de Haakon VII et est Chevalier de première classe de l'Ordre de Vasa. Il a également reçu la Médaille du Mérite du Roi en or et était membre du Club des Explorateurs de New York. En 1952, il reçoit le 25e Loup d'Argent, la plus haute distinction du scoutisme norvégien.